# Slovatîci, Kiverți
Slovatîci (în ucraineană Словатичі) este un sat în comuna Susk din raionul Kiverți, regiunea Volînia, Ucraina.

## Demografie
Componența lingvistică a localității Slovatîci
     Ucraineană (99,74%)
     Alte limbi (0,26%)
Conform recensământului din 2001, majoritatea populației localității Slovatîci era vorbitoare de ucraineană (99,74%), existând în minoritate și vorbitori de alte limbi.